# Гагали (Речицкий район)
Гагали (бел. Гагалі́) — посёлок в Речицком районе Гомельской области Белоруссии. В составе Комсомольского сельсовета.

## География

### Расположение
В 51 км на северо-запад от районного центра и железнодорожной станции Речица (на линии Гомель — Калинковичи), 101 км от Гомеля.

### Гидрография
На реке Березина (приток реки Днепр).

## Транспортная сеть
Транспортные связи по просёлочной, затем автомобильной дороге Светлогорск — Речица. Застройка деревянная усадебного типа, вдоль реки.

## История
Обнаруженные археологами поселения 2-го — 1-го тысячелетий до н. э. (в 0,5 км на юго-запад от деревни) свидетельствует о заселении этих мест с давних времён. Современный посёлок основан в 1920-х годах переселенцами из соседних деревень на бывших помещичьих землях. Около деревни пристань на Березине. В 1931 году организован колхоз. Во время Великой Отечественной войны в июне 1943 года оккупанты полностью сожгли посёлок и убили жителя. Согласно переписи 1959 года в составе совхоза «Комсомольский» (центр — деревня Комсомольск).

## Население

### Численность
- 2004 год — 2 хозяйства, 4 жителя.

### Динамика
- 1940 год — 13 дворов, 54 жителя.
- 1959 год — 68 жителей (согласно переписи).
- 2004 год — 2 хозяйства, 4 жителя.